# 南京西路历史文化风貌区
南京西路历史文化风貌区是中国上海市立法保护的历史文化风貌区之一，也是中心城区12个历史文化风貌区之一。

## 特色风貌
- 公共建筑
- 各类住宅

## 建筑年代
大体上介于1899年上海公共租界大扩展以后到1941年（太平洋战争爆发）之间，为旧上海公共租界代表区域。

## 保护范围
- 东界：石门二路—石门一路；
- 南界：威海路—茂名北路—延安中路；
- 西界：铜仁路—北京西路—胶州路；
- 北界：新闸路—江宁路—北京西路。

地处上海市静安区的心脏地带，昔日均属于上海公共租界西区的范围之内。占地面积共115公顷。

## 景观道路
- 北京西路
- 南京西路
- 陕西北路
- 铜仁路
- 常德路
- 延安中路

## 经典建筑
- 江宁路99号——美琪大戏院
- 陕西北路175号——华业公寓
- 陕西北路186号——荣宗敬旧居
- 陕西北路369号——宋家老宅
- 陕西北路375号——怀恩堂
- 陕西北路457号——何东上海公馆
- 陕西北路500号——犹太教拉结会堂（西摩路犹太会堂）
- 铜仁路278号——皮裘公寓
- 铜仁路280号——住宅
- 铜仁路330弄——联华公寓
- 铜仁路333号——吴同文住宅
- 南京西路722号——上海犹太总会
- 南京西路778号——德义大楼
- 南京西路801号——同孚大楼
- 南京西路868-882号——大华公寓，郭绍虞旧居
- 南京西路934号——麦脱赫斯脱大楼
- 南京西路962号——上海少年儿童图书馆（原上海儿童私立图书馆）
- 南京西路1025弄——静安别墅
- 南京西路1418号——郭宅
- 南京西路1522弄——花园住宅
- 延安中路——中苏友好大厦——今上海展览中心
- 常德路195号——爱林登公寓
- 北京西路239弄平和里27号——张闻天旧居
- 北京西路304号——陈鹤琴旧居
- 北京西路1094弄2号——原伍廷芳住宅，大新烟草公司大楼
- 北京西路1220弄2号——望德堂（今为民宅）
- 北京西路1301號——贝宅（今为贝轩大公馆酒店）
- 北京西路1314-1320号——雷士德医学院（今为医药工业研究院）
- 北京西路1394弄2号——花园住宅（今为上海电气进出口公司）
- 常德路418号、北京西路1400弄——觉园（今为民宅）
- 新闸路1531号、北京西路1400弄24号——中国内地会总部大楼
- 北京西路1510号——纪氏花园（静安区文化局），陈咏仁住宅
- 威海路651号——太阳公寓，SunApts